# Петрик Артем Олександрович
Артем Олександрович Петрик (нар. 14 червня 2005, Україна) — український футболіст, центральний нападник «Олександрії».

## Життєпис
У ДЮФЛУ з 2018 по 2021 рік виступав за «Прем'єр-Ниву» (Вінниця) та МФА (Мукачево). У вересні 2022 року виїхав на Словаччину, де виступав на аматорському рівні.
Напередодні старту сезону 2023/24 років перейшов до «Олександрії», де спочатку виступав в юніорському чемпіонаті України. Напередодні старту сезону 2024/25 років потрапив до заявки відродженої «Олександрії-2». На професійному рівні дебютував за резервну команду олександрійців 8 серпня 2024 року в переможному (2:1) виїзному поєдинку 1-го туру групи Б Другої ліги України проти «Гірника-Спорту». Артем вийшов на поле на 74-й хвилині замість Сімона Галояна. Першим голом на дорослому рівні відзначився 25 серпня 2024 року на 90+1-й хвилині переможного (2:0) виїзного поєдинку 3-го туру групи Б Другої ліги України проти вінницької «Ниви». Петрик вийшов на поле на 46-й хвилині замість Олександра Жадана.